# Laurent-François Boursier
Pour les articles homonymes, voir Boursier.
Laurent-François Boursier, est un docteur de Sorbonne, né le 24 janvier 1679, à Écouen, mort le 17 février 1749.

## Biographie
Laurent-François Boursier naît le 24 janvier 1679 à Écouen.
Il publia vers 1713 L'action de Dieu sur ses créatures, où il traite de la grâce et défend la doctrine des thomistes sur la prémotion physique. L’ouvrage fit grand bruit et fut attaqué par de nombreux auteurs, notamment par le jésuite Du Tertre, par le Père Malebranche et par Guillaume Plantavit de La Pause, abbé de Margon, dans Le Jansénisme démasqué, qui rappelait que l’Ordre dominicain avait été le premier à dénoncer les jansénistes. 
Boursier fut un ardent opposant à la Bulle Unigenitus et prit la tête du parti des Appelants. Maître d’œuvre du Mémoire des théologiens de la Sorbonne soumis à Pierre I de Russie, lors du passage de ce dernier en France (1717), qu’il fit signer de toute une série d’autres théologiens appelants. Il fut exilé en 1735. 

## Publications
- Coudrette, Ch., Histoire et analyse du livre De l’action de Dieu ; Opuscules de M. Boursier relatifs à cet ouvrage ; Mémoire du même auteur sur la divinité des Chinois ; Relation des démarches faites par les docteurs de Sorbonne pour la réunion de l’Eglise de Russie ; et recueil des pièces concernant cette affaire, s.l., 1753, 3 vols. ;
- De Franceschi, Sylvio Hermann, Entre saint Augustin et saint Thomas. Les jansénistes et le refuge thomiste (1653-1663), Paris, Nolin, 2009, 60.